# Пагель червоний
Пагель червоний (Pagellus erythrinus) — риба родини Sparidae. Об'єкт промислу і важлива складова Середземноморської кухні. Поширений у Атлантичному океані від Скандинавії до Кабо-Верде, у Середземному і Північному морях.
Пагель — гермафродит, перші два роки життя існує як самиця, на третьому році перетворюється на самця. Живиться дрібною рибою і бентосними безхребетними.